# Ptychochromoides betsileanus
Espèce
Statut de conservation UICN

 CR (Possibly Extinct) B2ab(ii,iii) : 
En danger critique
Ptychochromoides betsileanus est une espèce de poissons appartenant à la famille des Cichlidae endémique de Madagascar. Cette espèce est en critique danger d'extinction selon l'UICN et peut-être déjà éteinte.